# Vallelado
Vallelado – gmina w Hiszpanii, w prowincji Segowia, w Kastylii i León, o powierzchni 36,84 km². W 2011 roku gmina liczyła 773 mieszkańców.